# Edward Fike
Merlin Edward Fike (* 5. Februar 1925 in Hopkins, Missouri; † 19. Februar 2018 in Nevada) war ein US-amerikanischer Politiker. Zwischen 1967 und 1971 war er Vizegouverneur des Bundesstaates Nevada.

## Werdegang
Über die Jugend und Schulausbildung von Edward Fike ist nichts überliefert. Er lebte zumindest zeitweise in Las Vegas, wo er zunächst in der Finanz- und Geschäftswelt erfolgreich war. Außerdem war er Mitglied der Republikanischen Partei. 1966 wurde er an der Seite von Paul Laxalt zum Vizegouverneur von Nevada gewählt. Dieses Amt bekleidete er zwischen 1967 und 1971. Dabei war er Stellvertreter des Gouverneurs und Vorsitzender des Staatssenats. Im Jahr 1970 kandidierte er erfolglos für das Amt des Gouverneurs.
Später brach seine Finanzwelt in Las Vegas zusammen und Fike zog für einige Jahre nach Hawaii, wo er als Angestellter in einem Bekleidungsgeschäft arbeitete. Im Jahr 1988 wurde er vor einem Bundesgericht des mehrfachen Betrugs angeklagt. Dabei ging es um einen entstandenen Schaden von 4,5 Millionen Dollar. Zu diesem Zeitpunkt war Fike untergetaucht. Weitere Informationen über sein Leben und den Fortgang der Anklage sind nicht überliefert.